# Emmanuel Wanyonyi
Emmanuel Wanyonyi, född 1 augusti 2004, är en kenyansk friidrottare som tävlar i medeldistanslöpning.

## Karriär
Vid världsmästerskapen i friidrott år 2023 i Budapest vann han silver på 800 meter. Vid världsmästerskapen i friidrott år 2022 slutade han på fjärde plats på samma distans. Vid OS 2024 tog han guld på 800 meter.